# Lyon olympique universitaire rugby
 (novembre 2022).
Cet article traite de l'équipe masculine de rugby à XV. Pour l'équipe féminine, voir l'article Lyon olympique universitaire rugby (féminines). Pour le club omnisports, voir l'article Lyon olympique universitaire (omnisports).
Pour les articles homonymes, voir Lyon olympique universitaire et LOU.
Maillots
Actualités
Dernière mise à jour : 23 septembre 2024.
Le Lyon olympique universitaire rugby, couramment abrégé en LOU rugby, est la section de rugby à XV du club omnisports du Lyon olympique universitaire. La section a été fondée sous le nom Racing Club de Lyon en 1896 et devient le Lyon olympique universitaire en 1901.
L'équipe masculine, créé en 1896, est notamment double champion de France (1932 et 1933). Après plusieurs allers-retours entre le Top 14 et la Pro D2 au début des années 2010, le LOU rugby évolue depuis la saison 2016-2017 en Top 14. Au niveau européen, il remporte le Challenge européen en 2022.
Le club comprend également une équipe féminine depuis 2008, qui évolue depuis 2019 en Élite 1.

## Historique

### Fondation
Le rugby est pratiqué en premier lieu à Lyon par des associations sportives scolaires, en particulier par l’Union Sportive du lycée Ampère en 1890. Le Football Club de Lyon (FCL) est fondé en 1893, il dispute des compétitions de rugby dès 1895 avec l’Association Athlétique de Grenoble. Le FC Lyon et le Sporting Club de Lyon recrutent alors des joueurs britanniques pour renforcer leur effectif au début des années 1900 et se qualifient régulièrement pour la phase finale du championnat de France.
Jean Burnichon démissionne brusquement de son poste de président du FC Lyon et rejoint le Racing Club de Lyon, fondé en 1896. Le club adopte alors le nom de Lyon olympique et de nouvelles couleurs, rouge et noir. Le troisième ligne Noël Cessieux a l'honneur de participer au premier match de l'histoire du XV de France contre la Nouvelle-Zélande le 1er janvier 1906.
Le rapprochement entre le Lyon olympique et l’AS de l’École centrale de Lyon en 1910 lui permet d'acquérir de jeunes joueurs, ce qui justifie son nouveau nom de Lyon olympique universitaire (LOU).
Pendant l'entre-deux-guerres, le LOU joue les premiers rôles dans le championnat, notamment grâce à un recrutement de joueurs venant du Languedoc-Roussillon. Dans la période 1920-1930, le LOU supplante le FC Lyon comme meilleur club de rugby du Lyonnais en remportant plusieurs fois le championnat du Lyonnais.
Le rugby est alors dans une période trouble entre « amateurisme, professionnalisme et amateurisme marron » comme on le disait à l'époque.

### L'âge d'or du Lyon OU
En 1928, le club accueille de nouvelles recrues venues d’Occitanie, parmi lesquels deux internationaux biens connus Vincent Graule et Jean Brial. D'autres joueurs accompagnent la montée en puissance du club tels Roger Claudel, Joseph Griffard, Lucien Lafond et Henri Marty.

#### Vice-champion de France 1931

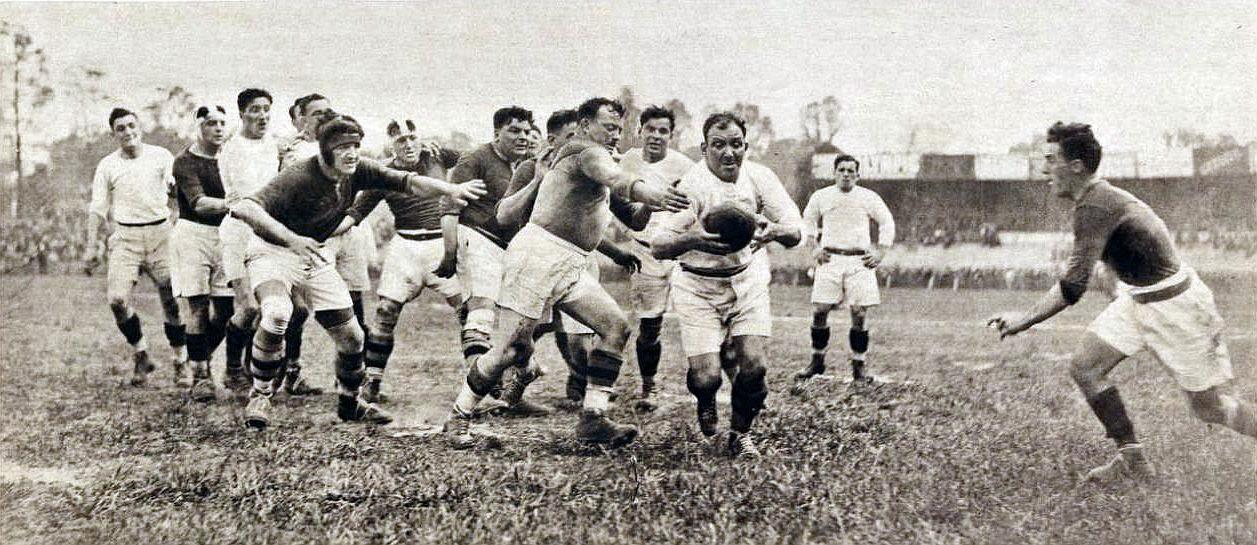
Toulon (maillots foncés)-Lyon (maillots clairs), en finale du championnat de rugby 1931 : le Toulonnais Lafontan tente d'intercepter le Lyonnais Cartier.

En 1931, le championnat se joue avec 12 équipes majeures qui avaient alors fait sécession de la FFR et fondé l'UFRA. Cette année-là Toulouse remporte le Tournoi des Douze.
En championnat de France, le LOU s'incline en finale contre le RC Toulon 6-3.
‌

#### Champion de France et finaliste du challenge Yves du Manoir 1932

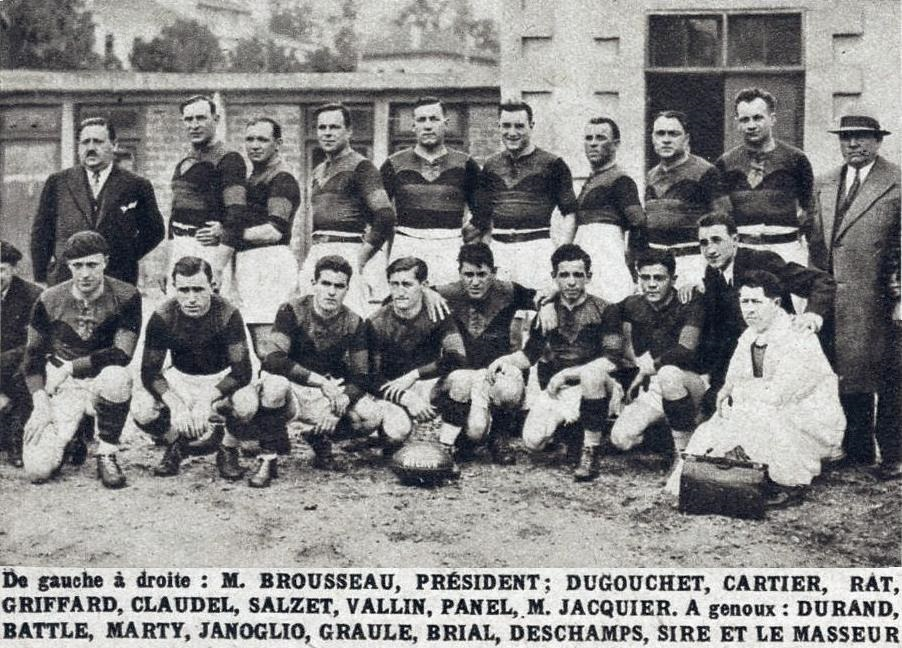
Le Lyon OU, champion de France en mai 1932.

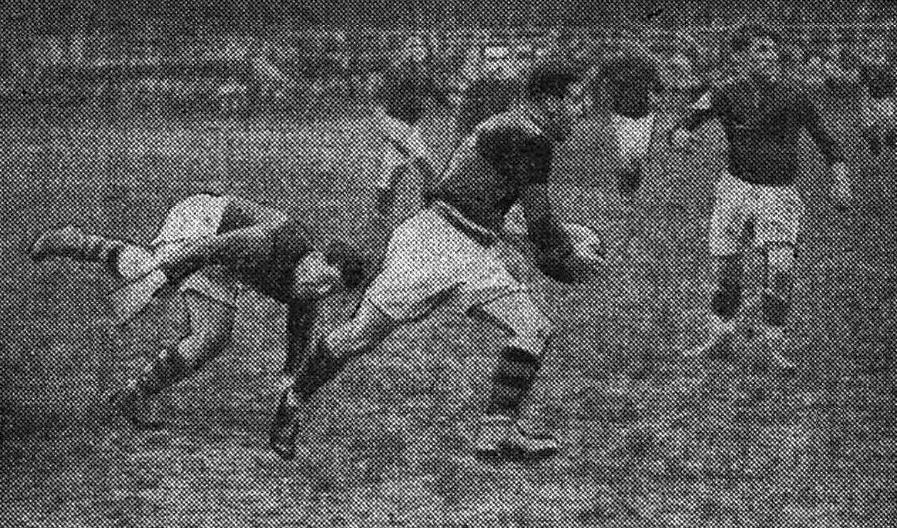
Le LOU champion de France de rugby à XV pour la première fois le 5 mai 1932 à Bordeaux.

En 1932, le championnat se joue avec 14 équipes majeures qui disputent l'UFRA. Cette année-là Toulouse remporte également le Tournoi des Quatorze.
En championnat de France, le LOU remporte le titre en finale contre le RC Narbonne.
Membre fondateur du challenge Yves du Manoir, le club participe à la première édition dont il termine second, devancé par le SU Agen.

#### Champion de France et vainqueur du challenge Yves du Manoir 1933

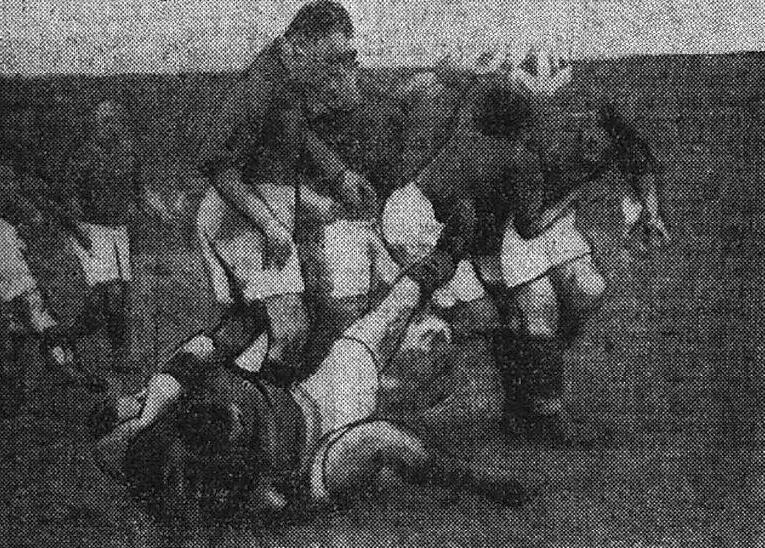
Le match LOU-Narbonne du 7 mai 1933 (2e finale du championnat remportée par le LOU).

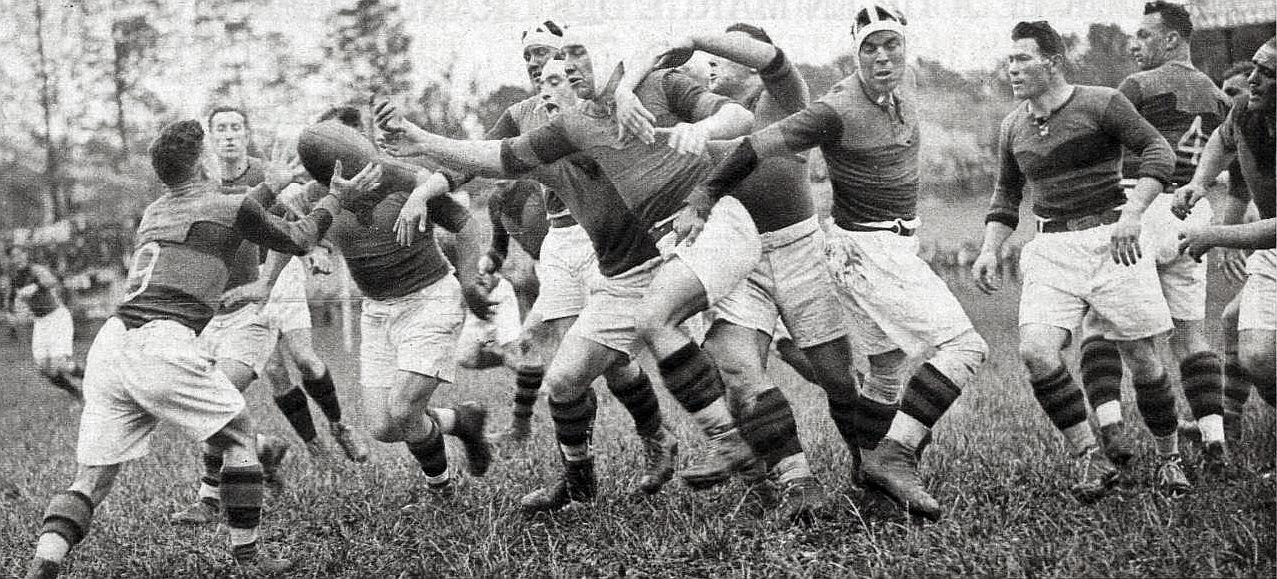
Finale du championnat 1933, les avants du LOU passent le ballon à leur demi de mêlée Brial (9, de dos) ; l'équipe est la première à réussir le doublé championnat / challenge du Manoir.

Le championnat de l'UFRA ne connut que deux éditions après deux années de brouille si bien que le championnat 1933 passa de 40 à 54 clubs avec le retour de tous les clubs.
Le LOU sous la conduite de son capitaine Vincent Graule atteint alors son apogée et remporte le championnat en finale toujours contre le RC Narbonne et réalise le doublé en remportant également le challenge Yves du Manoir devant le SU Agen.

### Longue période de disette après la Seconde Guerre mondiale
Après la Seconde Guerre mondiale, le rugby à XV lyonnais connaît une période de déclin qui peut être imputée tout d'abord à l'émergence du rugby à XIII dans la région puis à la popularité du football, l'Olympique lyonnais jouant en première division dès 1954. Sur le plan régional, le LOU est concurrencé par les clubs isérois voisins du CS Vienne champion de France en 1937 et du FC Grenoble champion de France en 1954.
Le LOU parvient en quart de finale du championnat 1950-51. Par la suite le LOU est rattrapé sur le plan régional par les Ardéchois de La Voulte champion de France en 1970, les Drômois de Romans et plus récemment par les Isérois du CS Bourgoin-Jallieu.
Le demi de mêlée Chris Laidlaw rejoint le club pour les saisons 1970, année où il permet au club de retrouver la première division et 1971 où Lyon arrache de justesse le maintien.
Deuxième de sa poule, Lyon atteint ensuite les huitièmes de finale du Championnat en 1975 où il est éliminé de peu 14-9 par le RC Narbonne vice-champion de France.

#### Champion de France de deuxième division 1989
En 1989 le Lyon OU s'impose en finale sur le score de 21 à 12 face à Cahors. Il joue alors deux saisons en première division groupe B.
Après un maintien acquis difficilement en 1990, Lyon est relégué l'année suivante en deuxième division.

#### Champion de France de deuxième division 1992
Remonté en première division groupe B en 1990, le club redescend deux ans plus tard en deuxième division.
Il recrute alors une colonie de joueurs du Sud-Ouest avec notamment l'ancien ailier international dacquois Jacques Bégu reconverti au centre, l'arrière bayonnais Didier Sallaber mais aussi l'ancien agenais Philippe Bérot ou encore le deuxième ligne castrais Éric Mercadier.
Lyon remonte immédiatement en première division, remportant au passage le titre de champion de France devant Bagnères 22-14 et le Challenge de l'amitié devant le SO Ugine-Albertville 41-24.

### Accession à l'élite et déclin du club
Le Lyon OU, demi-finaliste du championnat de France de première division groupe B 1993 connaît une deuxième accession consécutive et participe au championnat de France 1994.
Il termine dernier de son groupe avec 2 victoires pour 12 défaites.
En Coupe André Moga pour le maintien dans l'élite, il est ensuite relégué de justesse au goal-average comparatif qui profite à Tarbes.
Le club retrouve la première division groupe B entre 1995 et 1997, année où il est relégué en deuxième division fédérale, le 4e niveau hiérarchique du rugby français.
Demi-finaliste du championnat de France de deuxième division, Lyon retrouve la première division groupe B en 1999.
Si la première année, il manque pour un point la qualification au profit d'Ugine-Albertville, il remonte progressivement dans la hiérarchie les deux saisons suivantes.

### Le Lyon OU s'installe dans le rugby professionnel

#### Champion de France de Fédérale 1 2002 et accession en Pro D2
Il remporte ce championnat en 2002 et accède à la Pro D2 en 2003 sous la présidence de Jacques Cadario.
Après une bonne saison 2006, le LOU se renforce nettement avec l'arrivée de nouveaux joueurs et d'un nouvel encadrement. Malgré ces renforts, le LOU ne se qualifie pas pour le tour final de montée au Top 14.

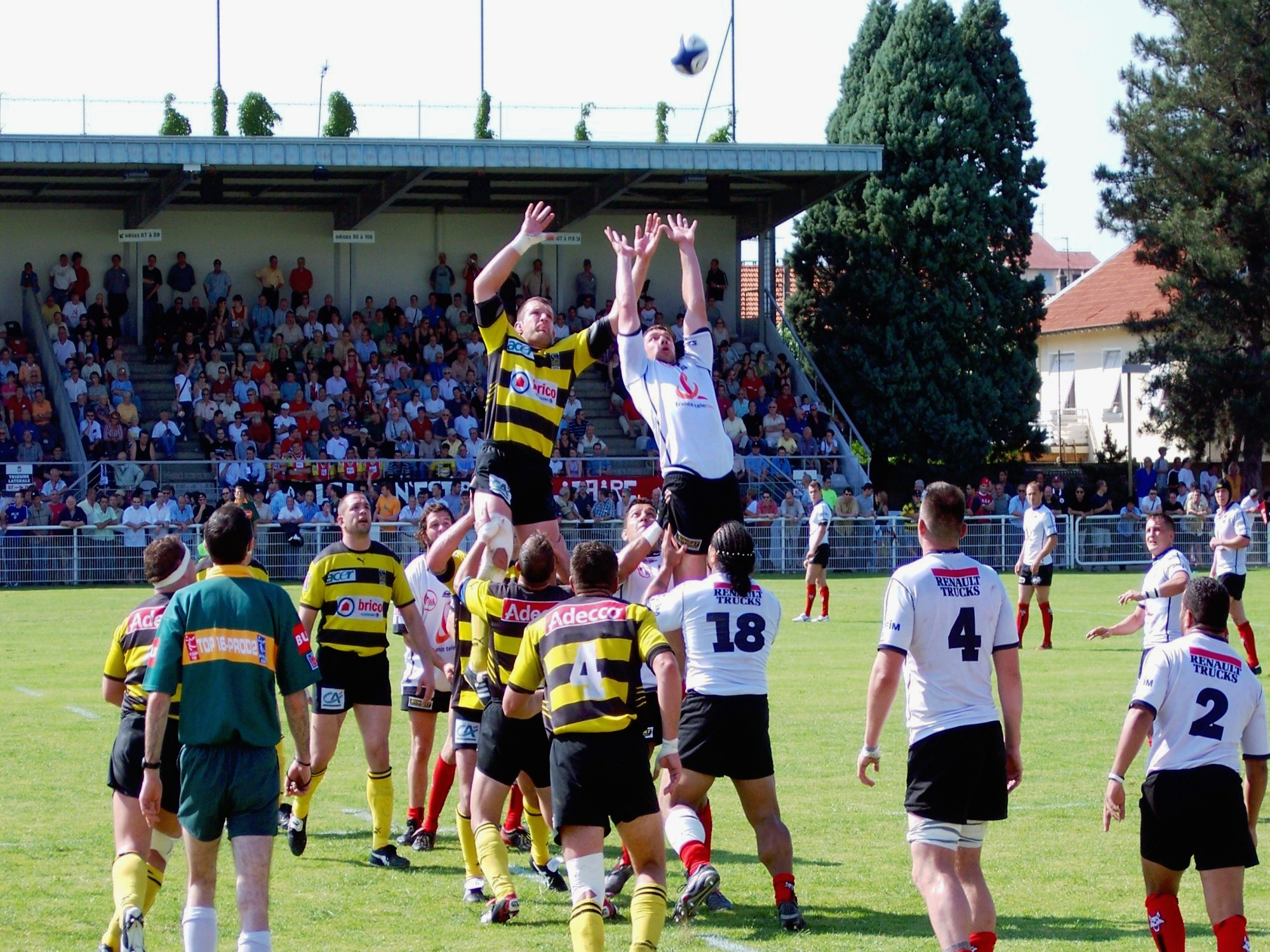
Le LOU affronte le Stade montois à domicile en Pro D2 en 2005.

#### Champion de France de Pro D2 2011
Il faut attendre la saison 2011 et une place de 1er du championnat de France de Pro D2 pour que le LOU soit enfin promu en Top 14.
Le club ne reste pas longtemps au sein de l'élite, puisque, terminant dernier de la saison 2011-2012, il retourne en Pro D2 pour la saison 2013. Malgré cette relégation, il parvient néanmoins à recruter un des joueurs les plus connus du rugby français : l'international Sébastien Chabal.
Malgré un début de saison 2012-2013 plutôt réussi, le club enchaîne les mauvais résultats à partir de l'automne 2012 et voit les équipes de têtes s'échapper. Le réveil du mois de mars, se révèle inefficace, l'équipe retombe dans ses travers quelques semaines plus tard pour finir la saison sur des défaites cinglantes (Albi, Pau ou Dax). L'équipe dirigeante annonce de nouveaux changements au niveau du staff technique avec les départs de Tom Smith et de Xavier Sadourny et les arrivées de Tim Lane et d'Olivier Azam. La saison est clairement un échec, le LOU, désigné comme favori pour l'accession directe avait pourtant réussi à conserver ses meilleurs joueurs et même à se renforcer (Chabal, Nallet...) pour atteindre ses objectifs.

#### Champion de France de Pro D2 2014

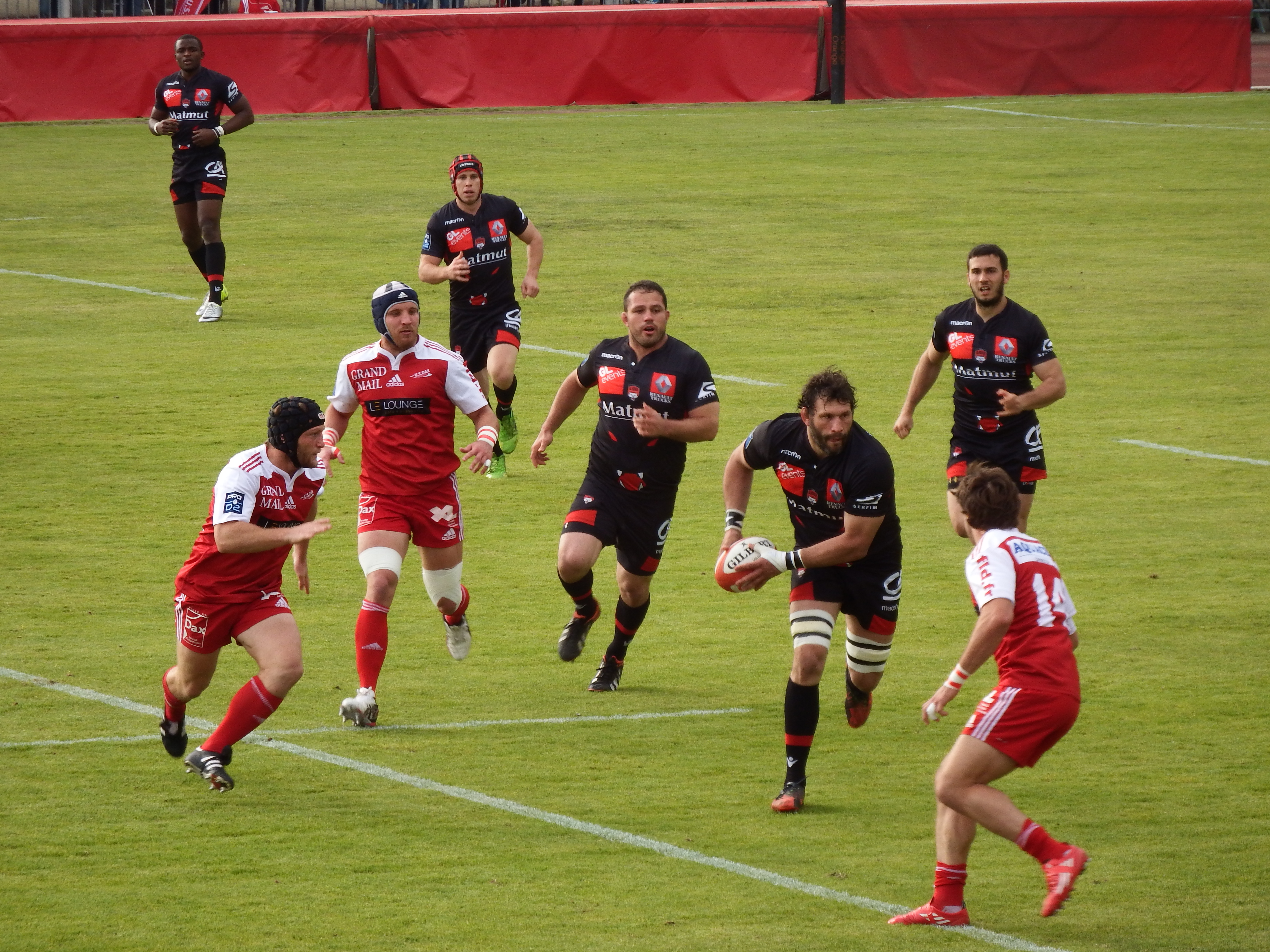
Au terme de la saison 2013-2014, le LOU est à nouveau sacré champion de France de 2e division.

La saison 2014 est celle de la rédemption. Encadrée par un nouveau staff technique (Tim Lane, Olivier Azam et David Ellis) et renforcée par des joueurs revanchards ou prometteurs (Lachie Munro, Jérémy Castex, Joseph Tu'ineau) ou des jokers médicaux performants (Kendrick Lynn, Wian du Preez ou encore Frans Viljoen), l'équipe enchaîne les victoires (11 victoires sur les 12 premiers matchs). Après une période hivernale plus délicate (défaites à Tarbes, Agen et Narbonne), le LOU se reprend pour être, au soir de la 28e journée, sacré champion de France de Pro D2 et promu directement dans le championnat élite. Afin de proposer un effectif capable de se maintenir en Top 14, l'équipe est d'ores et déjà active sur le marché de transfert avec les arrivées de Pierrick Gunther, Georges Smith, Emmanuel Felsina, Karim Ghezal, Stephen Brett, Hoana Tui, Charles Malet, Jérôme Porical, Mathieu Lorée ou encore Julien Puricelli,. Plusieurs joueurs quittent le club au terme de la saison comme Julien Dumora (Castres), Jérôme Bosviel (Bourgoin) et Laurent Tranier (SA Charente XV) ou mettent un terme à leur carrière (Sébastien Chabal, Xavier Fiard, Wakanivuga).
La saison 2014-2015 est un échec, le LOU rugby ne parvient pas à se maintenir au plus haut niveau. Les blessures de joueurs importants (Gunther, Du Preez), l'absence de performance de l'équipe à l'extérieur (aucune victoire), les contre-performances à domicile et les frictions en interne font que l'équipe termine bonne dernière du championnat et est logiquement reléguée en Pro D2.

#### Champion de France de Pro D2 2016
Une nouvelle fois, le staff est complètement remanié avec les départs de Tim Lane en cours de saison, de Scott Wisemantel vers Montpellier et d'Oliver Azam vers Oyonnax et les arrivées de Pierre Mignoni en tant qu'entraîneur principal et de Sébastien Bruno en tant qu'entraîneur des avants.
L'effectif est lui également remanié avec les départs notamment de Lionel Nallet (retraite), George Smith (Wasps) et Rickie Januarie (La Rochelle) et les arrivées de Napoleoni Nalaga et de Julien Bonnaire en provenance de Clermont ou encore de David Attoub en provenance de Montpellier.
Le LOU est de nouveau sacré champion de France de Pro D2 avec 117 points le club termine premier et promu directement dans le championnat élite.

### Le Lyon OU en quête de sommets du rugby français et européen

#### Double demi-finaliste en 2018 et 2019
Le LOU de Michalak élimine en barrage le RC Toulon vice-champion de France 2017 à Stade Mayol de Toulon (19-19, 2 essais à 1).
Puis Lyon s'incline lourdement contre le Montpellier HR de Louis Picamoles en demi-finale au Groupama Stadium, devant 58 664 spectateurs, battant ainsi le record d'affluence tout événements confondus du stade. De jeunes joueurs issus du centre de formation s'affirment comme de futurs pensionnaires du Top 14 à l'image de Baptiste Couilloud, Pierre-Louis Barassi ou encore Félix Lambey.
L'année suivante, Lyon prend sa revanche en éliminant en barrage à Gerland Montpellier vice-champion de France 2018, sur le score de 21-16.
À Bordeaux, le LOU s'incline encore (33-13) en demi-finale contre Clermont, vainqueur du Challenge européen 2019.
La saison suivante, le LOU est deuxième avant l’arrêt de championnat en raison de la pandémie de Covid-19. Quatre joueurs lyonnais sont convoqués par Fabien Galthié pour disputer le Tournoi des Six Nations 2020 : Demba Bamba, Dylan Cretin, Baptiste Couilloud, Killian Geraci une première pour le club rhodanien depuis le début de l'ère professionnelle.

#### Vainqueur du Challenge européen 2022 et finaliste 2025

Le Lyon olympique universitaire rugby remporte le Challenge européen en 2022.

En Challenge européen 2021-2022, Lyon élimine Worcester puis les Écossais de Glasgow en quart de finale (35-27). En demi-finale, Lyon élimine les Wasps (20-18).
Le LOU accède alors pour la première fois de son histoire à la finale du Challenge européen au Stade Vélodrome de Marseille. Les Lyonnais remportent le Challenge européen en battant le RC Toulon (30-12).
Lors de la saison 2022-2023, en Top 14, Lyon est éliminé en barrage, à domicile au stade Gerland, par l'Union Bordeaux Bègles (25-32). En Challenge européen, le RC Toulon prend sa revanche en éliminant le LOU tenant du titre (48-23) en quart-de-finale au Stade Mayol de Toulon.
Lors de la saison 2023-2024, Fabien Gengenbacher en provenance du FC Grenoble remplace Xavier Garbajosa au poste de manager. Lyon se qualifie pour les 8e de finale de la Champions Cup et termine 11e du Top 14.
Lors de la saison 2024-2025, les Lyonnais s'inclinent en finale de Challenge Cup contre les Anglais de Bath Rugby (37-12).

## Identité visuelle

### Couleurs et maillots
Équipementiers :
- Puma et Proact avant 2010
- Canterbury de 2010 à 2013
- Macron de 2013 à 2016
- Okers de 2016 à 2017
- Macron depuis 2017

### Logo

Évolution du logo
Logo abandonné en 2009.
Logo depuis 2009.

## Supporters
Le LOU Rugby compte plusieurs groupes et associations de supporters :
- La Meute[14]
- Les Lougdunums[15]
- Les Lounited
- L'Amicale des anciens du LOU
- Le Wolfgang
- Le Louvard

## Le stade

### Stade des Iris
Anciennement, le club utilisait le stade des Iris à Villeurbanne.

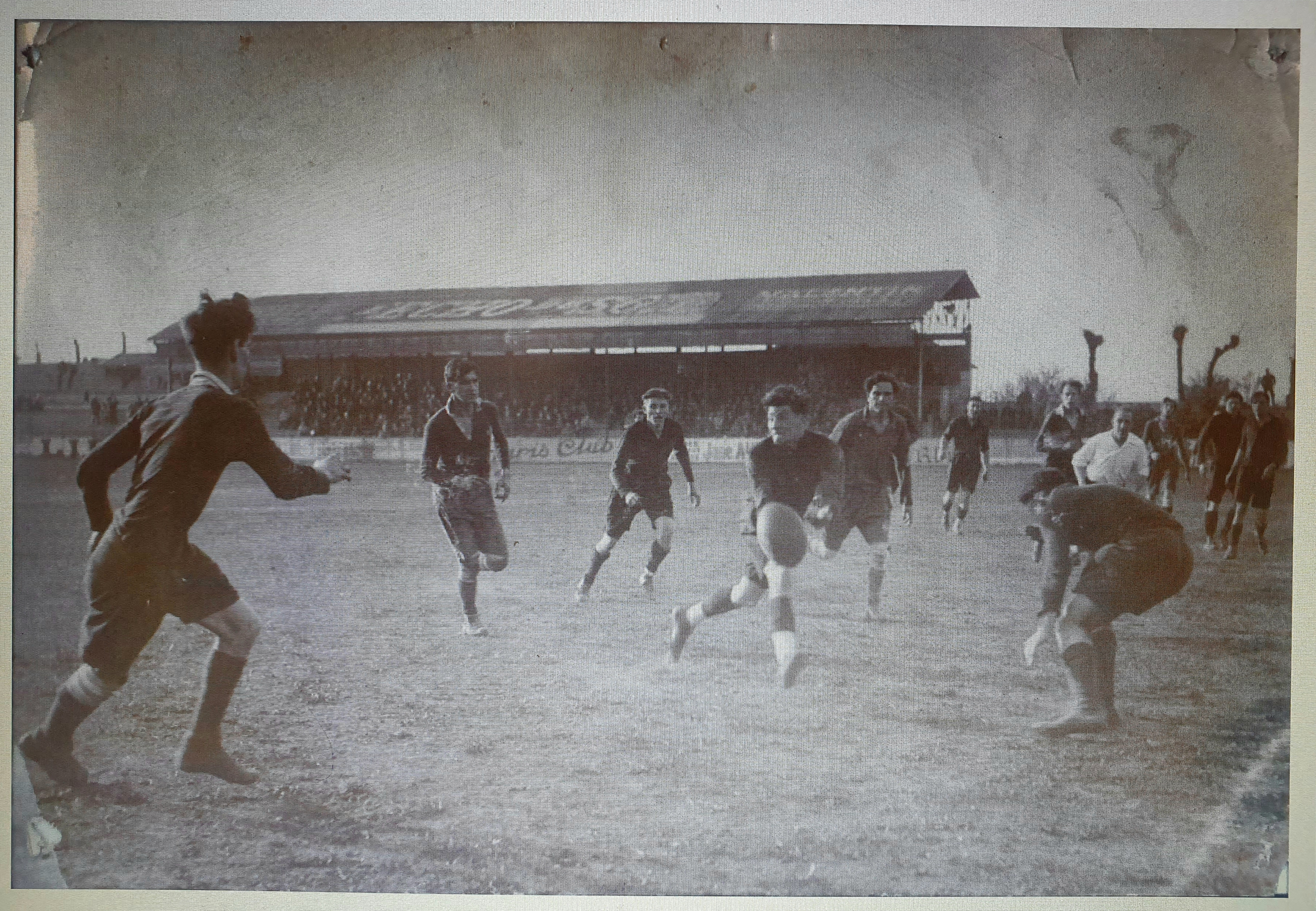
Match du LOU au stade des Iris de Villeurbanne, années 1950.

### Stade Vuillermet (Jusqu'en 2011)
Jusqu'en 2011, il a évolué au stade Vuillermet, d'une capacité de 4 822 places.

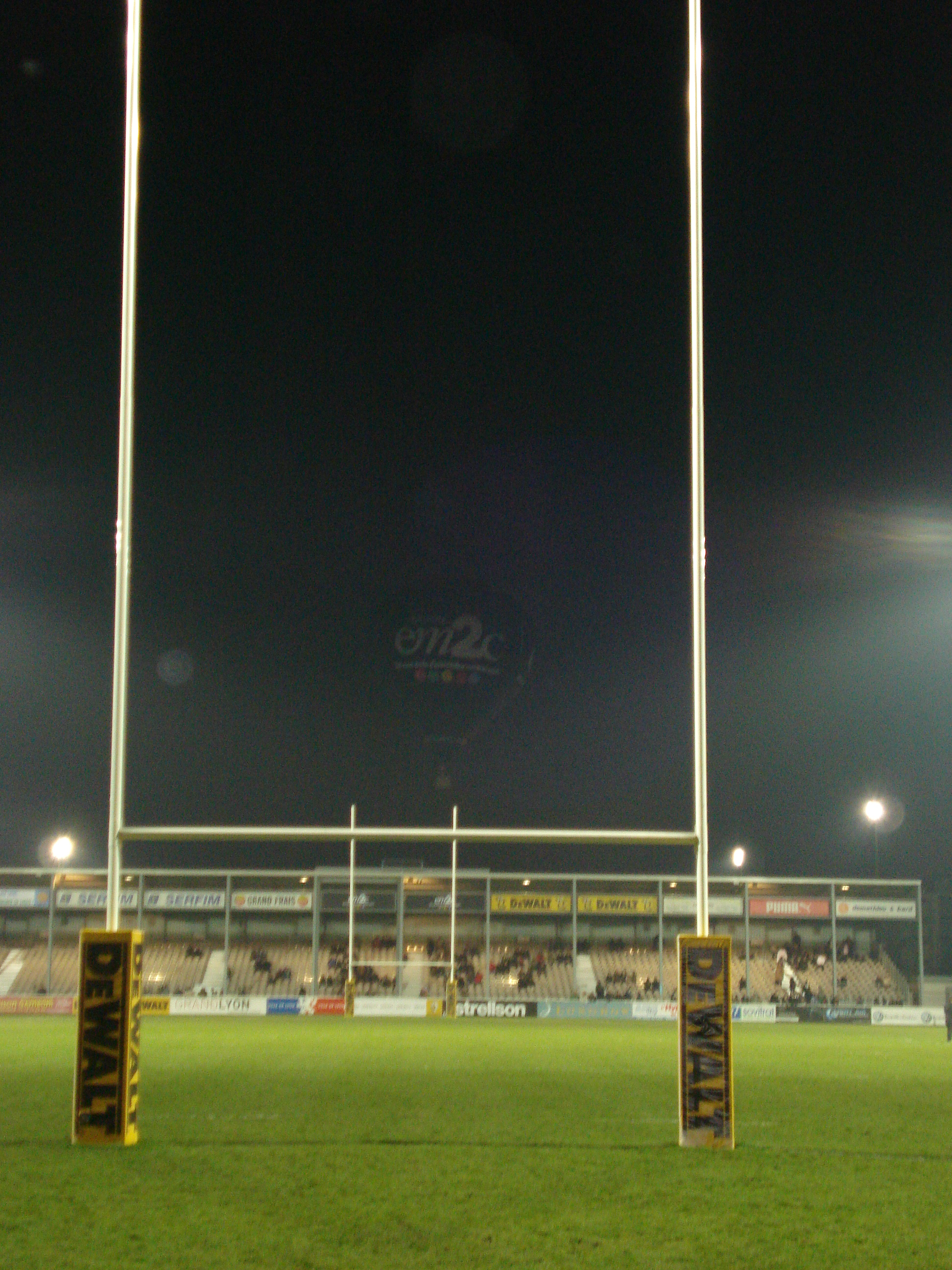
Stade Vuillermet avant un match du LOU.

### Matmut Stadium (2011-2015)
Le stade Vuillermet étant vieillissant et inadapté pour le Top 14, les dirigeants du club ont évoqué le projet de construction d'un stade modulable d'un peu moins de 10 000 places. Réalisable « en dix mois » selon Thierry Braillard, adjoint aux sports de la ville de Lyon, le projet comprend la construction d'une enceinte modulable qui devra sortir de terre à l'automne 2011 sur la plaine des Jeux des États-Unis, dans le 8e arrondissement de Lyon. Le 24 mai 2011, le LOU et la Matmut ont signé un accord de naming, la Matmut était déjà partenaire du club rhodanien pour le financement du stade modulable dans lequel l'équipe joue depuis l'automne 2011 et qui a pris le nom de Matmut Stadium. Le montant de l'accord serait d'un million d'euros par saison pendant cinq ans.
Fin septembre 2011, le stade modulaire de 7 998 places a été réalisé en moins de trois mois à Vénissieux pour un coût de 11,2 millions d'euros HT comprenant l'infrastructure en général ainsi que le montage de l'enceinte et la pelouse, pour un premier match en Top 14 en octobre 2011. À la fin de la saison 2013-2014 qui voit la montée du club à l'échelon supérieur, Yann Roubert le président du LOU confirme la volonté d'agrandir le stade et de porter sa capacité de 8 000 à 12 000 places.

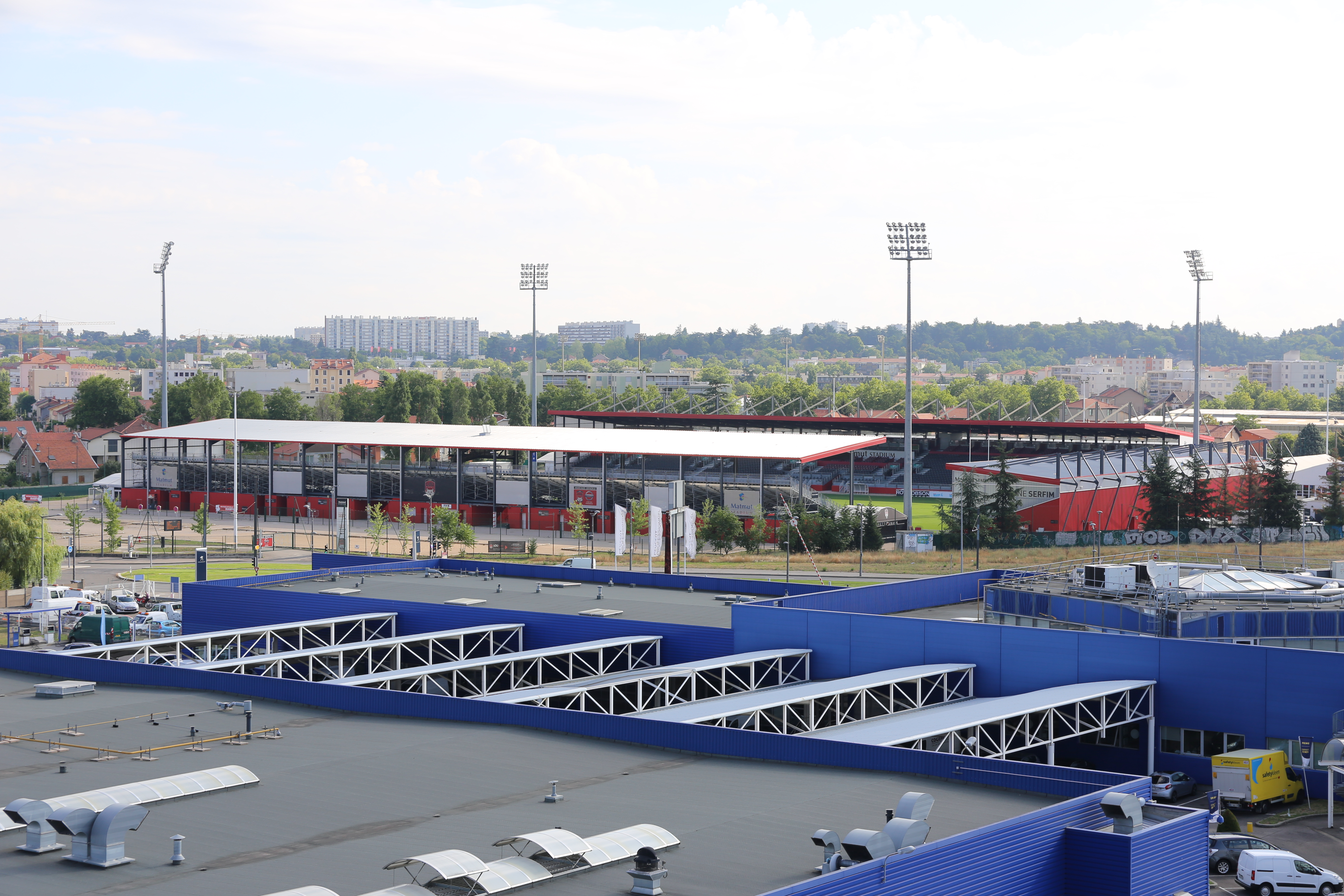
Matmut Stadium de Vénissieux.

### Matmut Stadium de Gerland (depuis 2016)
Après avoir évolué de nombreuses années au stade Vuillermet, d'une capacité de 4 822 places, le LOU rugby occupe depuis novembre 2011 le Matmut Stadium dont il est le propriétaire et qui, au départ, a été envisagé comme une solution temporaire. En effet, il est prévu que le LOU change de stade d'ici quelques années. Le club occuperait alors le stade de Gerland (40 094 places), laissé vacant par l'Olympique lyonnais au profit du Parc Olympique lyonnais.
Des études sont menées depuis 2007 en vue d'optimiser la mutation du stade de Gerland en une enceinte adaptée au Top 14 et aux spécificités du public lyonnais (réduction de la capacité d'accueil, mise aux normes sportives, requalification des sites annexes...). Dans cette optique, la ville de Lyon, actuel propriétaire de l'infrastructure, s'est résolue en 2009 à dégager les investissements nécessaires à la remontée et au maintien du LOU rugby en Top 14.
Afin de répondre aux nombreuses questions suscitées par ce projet de déménagement, notamment en termes d'affluence, il fut décidé d'organiser la rencontre contre le FC Grenoble Rugby comptant pour la 6e journée de pro D2 au stade de Gerland, le 10 octobre 2010. Ce match, remporté par le LOU (39-20), a attiré 32 000 spectateurs, faisant de cette rencontre le record de fréquentation pour un match de Pro D2. Selon Yvan Patet, Président du LOU rugby, « ce premier match du LOU rugby à Gerland marque un pas important dans notre montée en puissance, sur notre capacité à fédérer un large public et montrer un spectacle sportif de qualité. Le rugby lyonnais a pour objectif d'occuper de manière permanente le stade de Gerland à l'horizon 2014 - 2015, nous nous devons de commencer à travailler maintenant afin de roder notre système d'organisation ». L'opération est menée une seconde fois lors de la 28e journée (défaite 18 à 19 face à Oyonnax) et 35 000 spectateurs feront le déplacement à Gerland. Dans le cadre de la saison 2011-2012, le club a effectué trois délocalisations pour les affiches opposant le LOU au Stade toulousain, au Castres olympique, ou encore au Stade français Paris.
Le LOU prendra possession du Stade de Gerland, qui sera inoccupé dès lors que l’Olympique Lyonnais s’installera dans son nouveau stade, provisoirement baptisé Stade des Lumières. C’est le maire de Lyon, Gérard Collomb, qui a fait cette déclaration au quotidien Le Progrès : « Le stade de Gerland sera le stade permanent du LOU ». Il est toutefois prévu que le Stade de Gerland subisse des travaux de reconfiguration d’une durée de trois ans qui verront sa capacité passer de 41 000 à 35 000 places. En mai 2016, Olivier Ginon confirme l'entrée du club au Stade de Gerland à partir du mois de janvier 2017.
Le 21 janvier 2017, le LOU dispute son premier match dans sa nouvelle enceinte à l'occasion de la réception du FC Grenoble Rugby dans le cadre d'un match de Challenge Cup, devant environ 17 000 spectateurs.
Pour la plupart de ses matchs, le LOU rugby utilise Gerland avec une configuration de 25 000 places, en bâchant une partie des virages Nord et Sud.

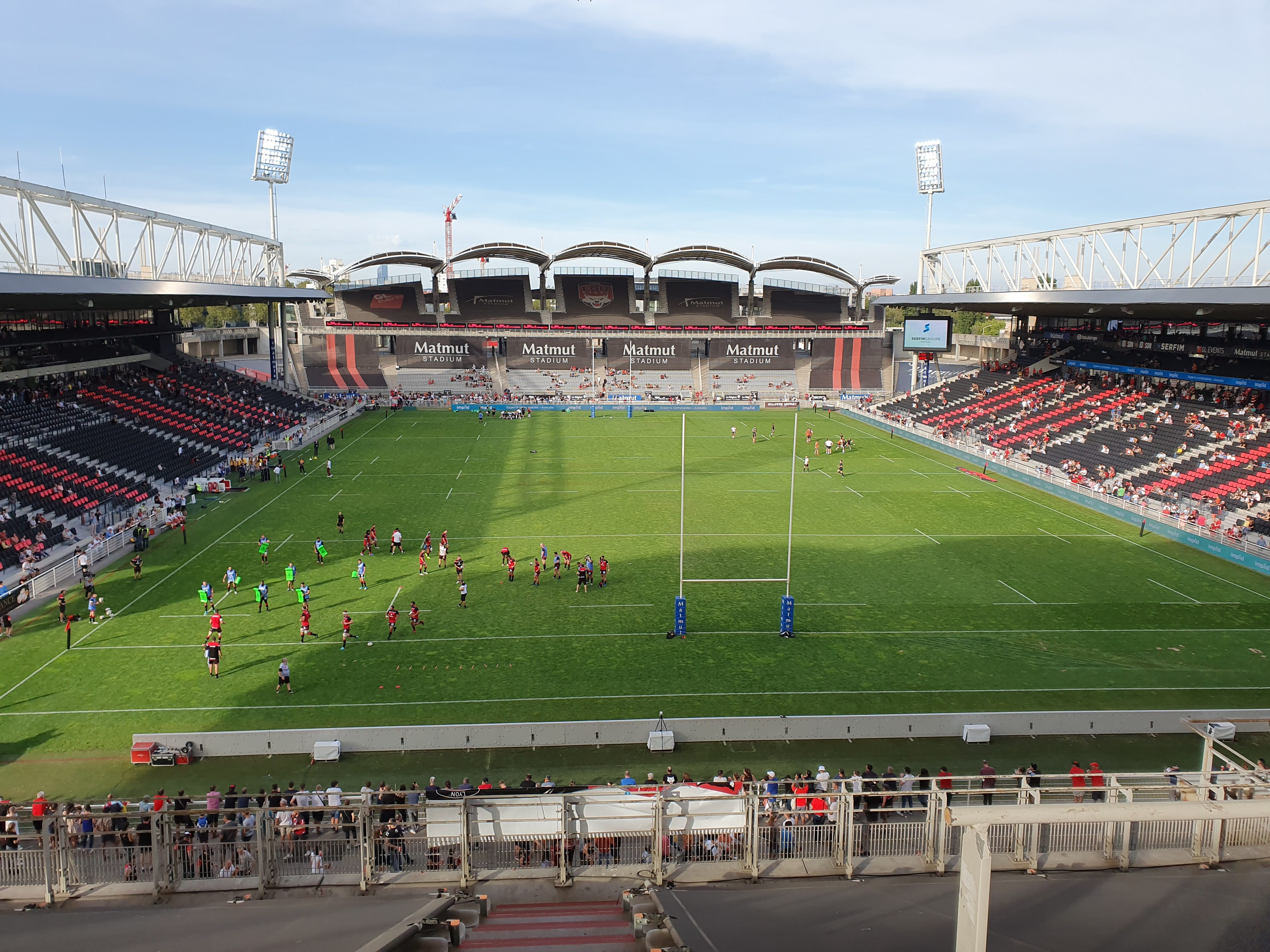
Matmut Stadium de Gerland avant un match du LOU en 2019, après rénovation.

## Participation au championnat d'élite depuis 1946
La liste suivante indique les saisons disputées par le LOU de 1946 à 1994 dans le championnat d'élite (dont l'appellation a changé au fil des ans) : 1946-47 à 1955-56, 1959-60 à 1968-69, 1970-71 à 1972-73, 1974-75 à 1977-78 et 1993-94.
Sa meilleure performance durant cette période est une qualification en 1/4 de finale lors de la saison 1950-51.
- en 2002-2003, le LOU termine 5e de la saison régulière et ne participe pas à la phase finale.
- en 2003-2004, le LOU est battu en demi-finale par le FC Auch, champion de Pro D2 cette année-là, sur le score de 11-16;
- en 2004-2005, le LOU est battu en finale par le Stade aurillacois, qui sera éliminé en barrage pour une place dans le Top 14, sur le score de 19-21.
- en 2005-2006, le LOU termine 12e du championnat.
- en 2006-2007, le LOU termine 6e du championnat.
- en 2007-2008, le LOU est battu en demi-finale par le Stade montois 6-12.
- en 2008-2009, le LOU termine 6e de la saison régulière et n'est donc pas qualifié pour la phase finale.
- en 2009-2010, le LOU est battu en finale par le Stade rochelais 26-32.
- en 2010-2011, le LOU termine premier au classement et est promu en Top 14.
- en 2011-2012, le LOU termine 14e du Top 14 et est donc relégué en Pro D2.
- en 2012-2013, le LOU termine 8e de la Pro D2 et n'est donc pas qualifié pour les barrages de montée en Top 14.
- en 2013-2014, le LOU termine premier au classement du Pro D2 et est promu en Top 14.
- en 2014-2015, le LOU termine 14e du Top 14 et est donc relégué en Pro D2.
- en 2015-2016, le LOU termine premier au classement du Pro D2 et est promu en Top 14.
- en 2016-2017, le LOU termine 10e du Top 14.
- en 2017-2018, le LOU termine 5e du Top 14 et se qualifie ensuite pour les demi-finales du Top 14, après sa victoire sur le RCT à Toulon. Le LOU est éliminé en demi face à Montpellier.
- en 2018-2019, le LOU termine 3e du Top 14 et se qualifie ensuite pour les demi-finales du Top 14, après sa victoire sur le MHR (Montpellier) à Lyon. Le LOU est éliminé en demi face à l'ASM (Clermont) au Matmut Atlantique (Bordeaux).
- en 2019-2020, le LOU termine 2e du Top 14 après 17 journées. Le championnat est alors arrêté en raison de l'épidémie de coronavirus.
- en 2020-2021, le LOU termine 9e du Top 14 et se qualifie pour la 2022 du Challenge européen
- en 2021-2022, le LOU termine 9e du Top 14 et se qualifie pour la Coupe d'Europe en remportant le Challenge européen.
- en 2022-2023, le LOU termine 3e du Top 14 et se qualifie pour la Coupe d'Europe.
- en 2023-2024, le LOU termine 11e du Top 14 et se qualifie pour le Challenge européen

## Palmarès

### Détail du palmarès
| Compétitions nationales | Compétitions européennes                                         | Compétitions de jeunes | Compétitions saisonnières                                                   |
| --- | ---------------------------------------------------------------- | --- | --------------------------------------------------------------------------- |
| Championnat de France de première division - Champion (2) : 1932 et 1933 - Vice-champion (1) : 1931 Challenge Yves du Manoir - Vainqueur (1) : 1933 - Second (1) : 1932 Championnat de France de Pro D2 - Champion (3) : 2011, 2014 et 2016 Championnat de France de deuxième division - Champion (2) : 1989 et 1992 - Vice-champion (2) : 1959, 1983 Championnat de France de Fédérale 1 - Champion (1) : 2002 Challenge de l’Amitié - Vainqueur (1) : 1989, 1992 | Challenge européen/Cup - Vainqueur (1) : 2022 - Finaliste : 2025 | Coupe Frantz Reichel - Finaliste (4) : 1946, 2009, 2011, 2012, 2013 Championnat de France espoirs - Finaliste des playoffs (1) : 2017 Championnat de France espoirs Reichel Accession - Champion (1) : 2024 Championnat de France Reichel B - Vice-champion (1) : 1986 Championnat de France Crabos - Champion (1) : 2012 - Finaliste (2) : 2022, 2023, 2025 Championnat de France Cadets Elite Gaudermen - Champion (2) : 2017, 2025 Championnat de France Cadets - Champion (1) : 1984 - Vice-champion (1): 1983 SuperChallenge de France • Champion : 2024 | Matmut Cup - Vainqueur (1) : 2015 Challenge Auvergne - Vainqueur (1) : 2019 |

### Finales disputées
| Date de la finale | Vainqueur  | Finaliste | Score   | Lieu de la finale           | Spectateurs |
| ----------------- | ---------- | --------- | ------- | --------------------------- | ----------- |
| 27 mai 2022       | Lyon OU    | RC Toulon | 30 - 12 | Stade Vélodrome, Marseille  | 51 431      |
| 23 mai 2025       | Bath Rugby | Lyon OU   | 37 - 12 | Millennium Stadium, Cardiff | 36 705      |

| Date de la finale | Vainqueur | Finaliste   | Score  | Lieu de la finale      | Spectateurs |
| ----------------- | --------- | ----------- | ------ | ---------------------- | ----------- |
| 10 mai 1931       | RC Toulon | Lyon OU     | 6 - 3  | Parc Lescure, Bordeaux | 10 000      |
| 5 mai 1932        | Lyon OU   | RC Narbonne | 9 - 3  | Parc Lescure, Bordeaux | 13 000      |
| 7 mai 1933        | Lyon OU   | RC Narbonne | 10 - 3 | Parc Lescure, Bordeaux | 15 000      |

| Date de la finale | Vainqueur       | Finaliste | Score   | Lieu de la finale            | Spectateurs |
| ----------------- | --------------- | --------- | ------- | ---------------------------- | ----------- |
| 23 mai 2010       | Stade rochelais | Lyon OU   | 32 - 26 | Stade Amédée-Domenech, Brive | 15 000      |

| Date de la finale | Vainqueur         | Finaliste | Score   | Lieu de la finale                       | Spectateurs |
| ----------------- | ----------------- | --------- | ------- | --------------------------------------- | ----------- |
| 5 juin 2005       | Stade aurillacois | Lyon OU   | 21 - 19 | Stade Marcel-Michelin, Clermont-Ferrand | 14 000      |

| Date de la finale | Vainqueur          | Finaliste       | Score   | Lieu de la finale             | Spectateurs |
| ----------------- | ------------------ | --------------- | ------- | ----------------------------- | ----------- |
| 17 mai 1959       | Stade bordelais UC | Lyon OU         | 14 - 11 | Stade Louis-Darragon, Vichy   |             |
| 5 juin 1983       | Blagnac Rugby      | Lyon OU         | 38 - 3  | Stade Nicolas-Kaufmann, Nîmes |             |
| 11 juin 1989      | Lyon OU            | Stade cadurcien | 22 - 12 | Stade Roger-Léniaud, Ussel    | 3 072       |
| 14 juin 1992      | Lyon OU            | Stade bagnérais | 22 - 14 | Stade Louis-Trigit, Pézenas   |             |

| Date de la finale | Vainqueur | Finaliste | Score   | Lieu de la finale             | Spectateurs |
| ----------------- | --------- | --------- | ------- | ----------------------------- | ----------- |
| 16 juin 2002      | Lyon OU   | SC Albi   | 28 - 23 | Stade Nicolas-Kaufmann, Nîmes | 3 500       |

| Date de la finale | Vainqueur | Finaliste   | Score   | Lieu de la finale | Spectateurs |
| ----------------- | --------- | ----------- | ------- | ----------------- | ----------- |
| 1989              | Lyon OU   | CS Vienne   | 6 - 3   |                   |             |
| 1992              | Lyon OU   | SO Chambéry | 41 - 24 |                   |             |

## Rivalités
Lyon partage une rivalité avec le FC Grenoble dans le derby régional pour un classique du championnat de France mais également avec le club de Bourgoin-Jallieu ou encore plus récemment avec celui d'Oyonnax[source insuffisante] ainsi que l'ASM Clermont Auvergne.

## Personnalités du club

### Effectif 2025-2026
| Nom                  | Naissance         | Nationalité sportive | Sélections (points) | Dernier club      | Arrivée au club |
| Talonneurs           | Talonneurs        | Talonneurs           | Talonneurs          | Talonneurs        | Talonneurs      |
| -------------------- | ----------------- | -------------------- | ------------------- | ----------------- | --------------- |
| Camille Chat         | 18 décembre 1995  | France               | 33 (10)             | Racing 92         | 2025            |
| Guillaume Marchand   | 5 juin 1998       | France               | -                   | Stade toulousain  | 2021            |
| Mathis Sarragallet   | 6 juillet 2000    | France               | -                   | FC Grenoble       | 2025            |
| Piliers              |                   |                      |                     |                   |                 |
| Jermaine Ainsley     | 8 août 1995       | Nouvelle-Zélande     | -                   | Highlanders       | 2024            |
| Irakli Aptsiauri     | 23 février 2003   | Géorgie              | 20 (0)              | FC Grenoble       | 2024            |
| Cedate Gomes Sa      | 7 août 1993       | France               | 9 (5)               | Racing 92         | 2024            |
| Hamza Kaabeche       | 23 septembre 1996 | France               | -                   | Formé au club     | 2016            |
| Thomas Moukoro       | 1er janvier 2002  | France               | -                   | RC Vannes         | 2025            |
| Jérôme Rey           | 19 mai 1995       | France               | -                   | FC Grenoble       | 2021            |
| Deuxièmes lignes     |                   |                      |                     |                   |                 |
| Killian Geraci       | 25 mars 1999      | France               | 4 (0)               | FC Grenoble       | 2019            |
| Mickaël Guillard     | 10 décembre 2000  | France               | 12 (10)             | RC Massy          | 2020            |
| Félix Lambey         | 15 mars 1994      | France               | 10 (0)              | Formé au club     | 2016            |
| Tomás Lavanini       | 22 janvier 1993   | Argentine            | 86 (15)             | ASM Clermont      | 2024            |
| Théo William         | 4 juillet 2000    | France               | -                   | Formé au club     | 2022            |
| Troisièmes lignes    |                   |                      |                     |                   |                 |
| Liam Allen           | 17 mars 2000      | Nouvelle-Zélande     | -                   | Canterbury        | 2022            |
| Steeve Blanc-Mappaz  | 12 juillet 1990   | France               | -                   | FC Grenoble       | 2024            |
| Arno Botha           | 26 octobre 1991   | Afrique du Sud       | 2 (0)               | Bulls             | 2022            |
| Dylan Cretin         | 4 mai 1997        | France               | 21 (5)              | Formé au club     | 2016            |
| Maxime Gouzou        | 11 septembre 1998 | France               | -                   | Stade montois     | 2022            |
| Marvin Okuya         | 29 décembre 2003  | France               | -                   | Formé au club     | 2023            |
| Beka Saghinadze      | 29 octobre 1998   | Géorgie              | 49 (25)             | Stade aurillacois | 2021            |
| Beka Shvangiradze    | 12 juin 2002      | Géorgie              | 6 (5)               | Stade aurillacois | 2024            |
| Sam Simmonds         | 10 novembre 1994  | Angleterre           | 19 (10)             | Montpellier HR    | 2025            |
| Demis de mêlée       |                   |                      |                     |                   |                 |
| Charlie Cassang      | 8 février 1995    | France               | -                   | Oyonnax Rugby     | 2024            |
| Baptiste Couilloud   | 22 juillet 1997   | France               | 17 (20)             | Formé au club     | 2016            |
| Demis d'ouverture    |                   |                      |                     |                   |                 |
| Léo Berdeu           | 13 juin 1998      | France               | -                   | Formé au club     | 2020            |
| Paddy Jackson        | 5 janvier 1992    | Irlande              | 25 (195)            | London Irish      | 2023            |
| Centres              |                   |                      |                     |                   |                 |
| Josiah Maraku        | 30 mars 2000      | Nouvelle-Zélande     | -                   | RC Narbonne       | 2022            |
| Iosefo Masi          | 9 mai 1998        | Fidji                | 9 (20)              | Fijian Drua       | 2025            |
| Théo Millet          | 8 juillet 1997    | France               | -                   | Oyonnax Rugby     | 2024            |
| Alfred Parisien      | 4 mars 2001       | France               | -                   | Formé au club     | 2020            |
| Thibaut Regard       | 6 août 1993       | France               | -                   | Formé au club     | 2011            |
| Ailiers              |                   |                      |                     |                   |                 |
| Ethan Dumortier      | 29 décembre 2000  | France               | 6 (10)              | Formé au club     | 2019            |
| Monty Ioane          | 30 octobre 1994   | Italie               | 37 (75)             | Melbourne Rebels  | 2023            |
| Arthur Mathiron      | 19 mai 2003       | France               | -                   | → USON Nevers     | 2025            |
| Vincent Rattez       | 24 mars 1992      | France               | 9 (5)               | Montpellier HR    | 2023            |
| Jiuta Wainiqolo      | 10 mars 1999      | Fidji                | 16 (20)             | RC Toulon         | 2025            |
| Arrières             |                   |                      |                     |                   |                 |
| Gabin Lorre          | 23 décembre 2001  | France               | -                   | AS Béziers        | 2025            |
| Martin Méliande      | 20 décembre 2001  | France               | -                   | Racing 92         | 2024            |
| Alexandre Tchaptchet | 26 septembre 2001 | France               | -                   | RC Massy          | 2020            |

### Joueurs emblématiques
- Delon Armitage
- Bogdan Bălan
- Laurent Burg
- Toby Arnold
- Coenraad Basson
- Bob Burgess
- Sébastien Chabal
- Roger Claudel
- Baptiste Couilloud
- Philippe Delannoy
- Carl Fearns
- Xavier Fiard
- Deon Fourie
- Gérald Gambetta
- Vincent Graule
- Joseph Griffard
- Enrico Januarie
- Louis Junquas
- Chris Laidlaw
- Félix Lambey
- Laurent Leflamand
- Juan Manuel Leguizamón
- Romain Loursac
- Alexandru Manta
- Ion Marica
- Henri Marty
- Pierre-Yves Montagnat
- Lionel Nallet
- Julien Puricelli
- Mosese Ratuvou
- Thibaut Regard
- Hendrik Roodt
- Taiasina Tuifu'a

### Entraîneurs
| Saisons           | Entraîneurs                                                                 | Adjoints                                                                                                  | Titres                                   |
| ----------------- | --------------------------------------------------------------------------- | --- | ---------------------------------------- |
| Années 1920       | Georges Orfidan                                                             | |                                          |
| 1989-1990         | Bruno Anne Christian Colombat                                               | |                                          |
| 1990-1991         | André Buiret                                                                | |                                          |
| 1992-1993         | François Monteil                                                            | |                                          |
| 1993-1995         | François Monteil Michel Arnoldi                                             | |                                          |
| 1995-1996         | Jean Pierre Béguin Roger Robin                                              | |                                          |
| 1996-1997         | Bernard Ferret Patrick Zanone                                               | |                                          |
| 1997-1999         | Murray Kidd Roger Robin                                                     | |                                          |
| 1999-2000         | Murray Kidd Richard Pivano Patrick Zanone                                   | |                                          |
| 2000-2001         | Murray Kidd Jean Michel Thevenon                                            | |                                          |
| 2001-2003         | Jean Henri Tubert                                                           | Bertrand Potherat                                                                                         | Championnat de France de Fédérale 1 2002 |
| 2003-2004         | Bertrand Potherat                                                           | |                                          |
| 2004-2005         | Jean Henri Tubert et Bertrand Potherat                                      | |                                          |
| 2005-2006         | Jean Henri Tubert puis Cedric Chaubeau                                      | |                                          |
| 2006-2007         | Christian Lanta                                                             | Alain Penaud (arrières)                                                                                   |                                          |
| 2007-2011         | Raphaël Saint-André Matthieu Lazerges                                       | | Champion de Pro D2 2011                  |
| 2011-Fev.2012     | Raphaël Saint-André                                                         | Matthieu Lazerges Pascal Peyron (avants)                                                                  |                                          |
| Février 2012-2012 | Raphaël Saint-André                                                         | Xavier Sadourny (arrières) Pascal Peyron (avants)                                                         |                                          |
| 2012-2013         | Tom Smith (avants) Xavier Sadourny (arrières)                               | |                                          |
| 2013-2014         | Tim Lane                                                                    | Olivier Azam (avants) David Ellis (consultant)                                                            | Champion de Pro D2 2014                  |
| 2014-22/03/2015   | Tim Lane                                                                    | Olivier Azam (avants) Scott Wisemantel (arrières et skills) David Ellis (consultant)                      |                                          |
| 22/03/2015-2015   | Olivier Azam (avants)                                                       | Scott Wisemantel (arrières et skills) David Ellis (consultant)                                            |                                          |
| 2015-2016         | Pierre Mignoni                                                              | Sébastien Bruno (avants) David Ellis (arrières)                                                           | Champion de Pro D2 2016                  |
| 2016-2017         | Pierre Mignoni                                                              | Sébastien Bruno (avants) David Ellis (défense) Karim Ghezal (touche) Kendrick Lynn (arrières & skill)     |                                          |
| 2017-21/03/2018   | Pierre Mignoni                                                              | Sébastien Bruno (avants) Karim Ghezal (avants) Kendrick Lynn (arrières & skill)                           |                                          |
| 21/03/2018-2019   | Pierre Mignoni                                                              | Karim Ghezal (avants) David Attoub (mêlée) Kendrick Lynn (arrières & skill)                               |                                          |
| 2019 - 2020       | Pierre Mignoni                                                              | David Gérard (avants) David Attoub (mêlée) Kendrick Lynn (arrières & skill)                               |                                          |
| 2020 - 2021       | Pierre Mignoni                                                              | David Gérard (avants) David Attoub (mêlée) Kendrick Lynn (trois-quarts) Julien Puricelli (touche)         |                                          |
| 2021 - 2022       | Pierre Mignoni                                                              | Julien Puricelli (avants) David Attoub (mêlée) Kendrick Lynn (trois-quarts)                               | Challenge européen 2022                  |
| 2022 - 2023       | Xavier Garbajosa                                                            | Julien Puricelli (avants) Didier Bès (mêlée) Kendrick Lynn (trois-quarts) Coenie Basson (défense)         |                                          |
| 2023 - 12/2024    | Fabien Gengenbacher                                                         | Julien Puricelli (avants) Alan-Basson Zondagh (trois-quarts) Arnaud Héguy (mêlée) Coenie Basson (défense) |                                          |
| 12/2024 -         | Fabien Gengenbacher (directeur sportif) Karim Ghezal (entraîneur principal) | Julien Puricelli (avants) Alan-Basson Zondagh (trois-quarts) Arnaud Héguy (mêlée) Coenie Basson (défense) |                                          |

### Présidents
- 1978 - 1983 : Louis Fillat
- 1983 - 1986 : Franck Seignol
- 2000 - 2005 : Jacques Cadario
- 2005 - 2014 : Yvan Patet
- 2014 - 2025 : Yann Roubert
- Depuis 2025 : Marc-Antoine Ginon

## Autres équipes

### Équipe de rugby à sept
Le LOU Rugby dispute la première compétition professionnelle de rugby à sept en France, le Supersevens 2020 se déroulant le 1er février 2020 à la Paris La Défense Arena.
L'équipe engagée est notamment composée de Toby Arnold et Jean-Marcellin Buttin, joueurs de l'équipe à XV. Le champion olympique 2016 Josua Tuisova a quant à lui déclaré forfait quelques jours avant le tournoi.
La formation lyonnaise termine à la 13e place, après deux revers contre le Racing 92 et l'ASM Clermont Auvergne puis une victoire contre le CA Brive.

### Équipe féminine
La section rugby du Lyon OU comporte une section féminine surnommée « les Louves ». Pour la saison 2024-2025, l'équipe première évolue en Élite 1.

### Équipes de jeunes
Le LOU dispose d'équipes dans toutes les catégories élites des championnats de France: Espoirs, National U18 en rassemblement avec RC Rillieux, Crabos, Cadettes à XV et à X, Alamercery, Gaudermen, moins de 14 ans ainsi qu'une école de rugby.
Le club a signé un rassemblement nommé L.O.U Métropole, qui regroupe les clubs suivants : Ovale Reins Amplepuis, AS Ampuis Côte Rôtie, Rugby Club Pays de l'Ozon, US Vénissieux, AS Villeurbannaise E.L, Ol St Genis Laval, Arcol Rugby, et le LOU Rugby.
Il a aussi signé un rassemblement nommé RAS Rillieux L.O.U en U18.

### Équipes cadettes
Le club comprend également une section Cadettes. Elle participe au championnat de France de rugby à XV et de rugby à 10 de cette tranche d'âge. Elles ont 2 entraînements par semaine à la plaine des jeux de Gerland,.
Il a également mis en place depuis 2012 une section sport-étude féminine, en partenariat avec le lycée Jacques-Brel à Vénissieux. Les filles qui habitent loin de Lyon sont en internat au lycée professionnel Tony-Garnier dans le quartier Mermoz à Bron. Elles ont 6 entraînements par semaine au stade Laurent Gérin à Vénissieux et 2 entraînements à la plaine des jeux de Gerland avant les entraînements du LOU. Elles participent au championnat de France des lycées de rugby à 10 en fin d'année.